# 台湾偏蒴藓
台湾偏蒴藓（学名：Ectropothecium formosanum），又名台湾偏蒴藓，为灰藓科偏蒴藓属下的一个种。

## 扩展阅读
- 維基物種上的相關：台湾偏蒴藓